# Laguna del Bayo
Laguna del Bayo är en sjö i Chile.   Den ligger i regionen Región de Atacama, i den nordöstra delen av landet, 800 km norr om huvudstaden Santiago de Chile. Laguna del Bayo ligger 4 229 meter över havet. Arean är 1,2 kvadratkilometer. Den sträcker sig 1,8 kilometer i nord-sydlig riktning, och 1,0 kilometer i öst-västlig riktning.
Trakten runt Laguna del Bayo är ofruktbar med lite eller ingen växtlighet. Trakten runt Laguna del Bayo är nära nog obefolkad, med mindre än två invånare per kvadratkilometer.